# Robert Kosowski
Robert Tomasz Kosowski (ur. w 1970) – polski wojskowy, generał dywizji; doktor nauk wojskowych; rektor Akademii Sztuki Wojennej (2020–2024).

## Życiorys
Ukończył Wyższą Szkołę Oficerską Wojsk Obrony Przeciwlotniczej w Koszalinie. Zawodową służbę wojskową rozpoczął w 10 Sudeckiej Dywizji Zmechanizowanej, gdzie pełnił m.in. funkcję dowódcy dywizjonu artylerii przeciwlotniczej i szefa sekcji operacyjnej brygady. 
Pełnił funkcję specjalisty ds. operacyjnych oraz szefa oddziału szkolenia w Dowództwie Wojsk Lądowych oraz zastępcy Inspektora Szkolenia w Dowództwie Generalnym Rodzajów Sił Zbrojnych. W latach 2004–2012 był przedstawicielem Dowództwa Wojsk Lądowych w Kwaterze Głównej NATO w grupach roboczych ds. uzbrojenia. 10 listopada 2018 roku został awansowany do stopnia generała brygady. W latach 2018–2020 był dowódcą 17 Brygady Zmechanizowanej. 22 lipca 2020 roku minister Mariusz Błaszczak wyznaczył go na stanowisko rektora-komendanta Akademii Sztuki Wojennej. W 2008 roku uzyskał stopień doktora nauk wojskowych w specjalności obrona powietrzna w Akademii Obrony Narodowej. Ukończył również studia podyplomowe na Uniwersytecie Opolskim oraz w Szkole NATO w Oberammergau. 9 listopada 2023 został mianowany przez Prezydenta Polski Andrzeja Dudę na stopień generała dywizji. 16 lutego 2024 w obecności podsekretarza stanu w MON Stanisława Wziątka przekazał obowiązki rektora-komendanta ASzWoj dla generała w st. spocz. dr Mieczysława Gocuła, po czym objął stanowisko szefa sztabu w Dowództwie Generalnym Rodzajów Sił Zbrojnych.

## Awanse
- generał brygady – 10 listopada 2018[12]
- generał dywizji – 9 listopada 2023[9]

## Odznaczenia
Został odznaczony następującymi odznaczeniami:
- Wojskowy Krzyż Zasługi[13]
- Brązowy Medal za Długoletnią Służbę
- Srebrny i Brązowy Medal „Siły Zbrojne w Służbie Ojczyzny”
- Złoty, Srebrny i Brązowy Medal „Za zasługi dla obronności kraju”
- Odznaka Honorowa Wojsk Lądowych
- Kordzik Honorowy Wojsk Lądowych
- Odznaka Zasłużony Żołnierz RP III stopnia
- Odznaka „Za Zasługi dla Związku Kombatantów RP i Byłych Więźniów Politycznych”